# Ahu
Els Ahu són plataformes de roca que es poden trobar a l'Illa de Pasqua, les quals suporten el pes dels grans moais. Aquests altars constitueixen la característica més rellevant de l'arquitectura prehistòrica dels Rapa Nui.

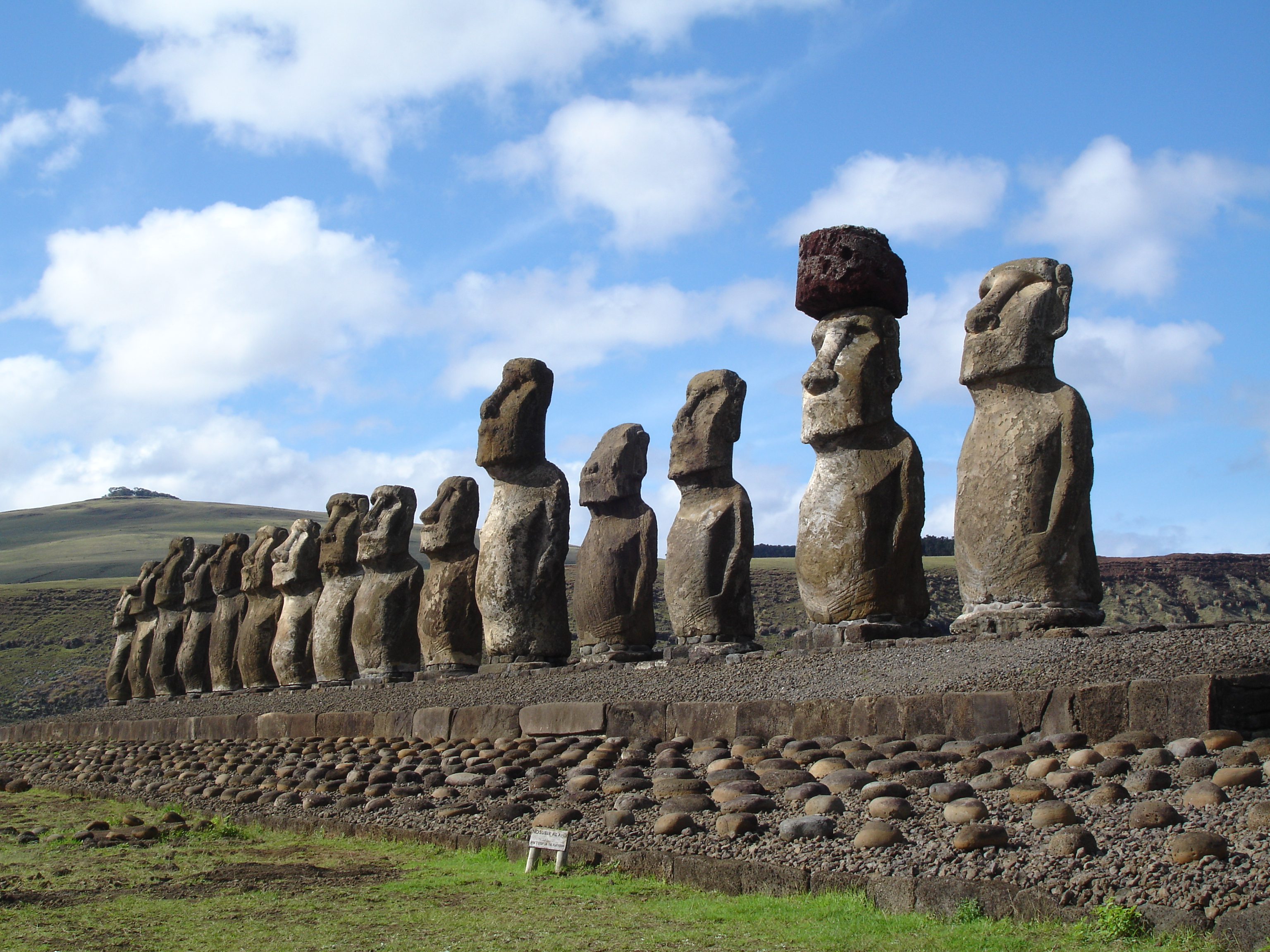
Easter Island Ahu

## Origen
Es pot considerar que els Ahu que podem trobar a l'Illa de Pasqua són molt semblants als del marae tradicional de la Polinèsia. En aquest context, la paraula Ahu fa referència a una petita estructura, a vegades coberta amb un sostre de palla, on s'emmagatzemaven els objectes sagrats, incloent estàtues. El Ahu eren generalment adjacents a la marae o pati central principal, on van tenir lloc les cerimònies, tot i que a l'Illa de Pasqua els Ahu han evolucionat fins a arribar a ser molt més grans. L'Ahu més gran és de 220 metres (720 peus) i té 15 estàtues, algunes de les quals són de 9 metres (30 peus) d'alt.

## Elements
- Plataforma central: lloc on se situaven les estàtues. El nombre d'aquestes pot variar, des d'una fins a quinze les que eren posades sobre grans bases de pedra tallada.Generalment, el mur frontal presenta elaborades estructures de forma rectangular, ben ajustades, i a sobre un fris compost de blocs rectangulars d'escòria vermella.[2]
- Ales: a vegades són plataformes més baixes a la central i poden estar inclinades. Són situades als extrems de la plataforma central. Estan pavimentades amb pedres i delimitades per un mur posterior.[2]
- Plaça: esplanada que s'estén cap a l'interior i que s'utilitzava per fer reunions per realitzar activitats comunitàries i religioses.[2]
- Moai: estàtues de pedra volcànica, tallades a mà.[2]
- Crematoris: localitzats en l'àrea posterior a l'ahu, generalment en sectors elevats. Són estructures rectangulars definides per murs o turons delimitats per pedres. A l'interior es poden trobar petits fragments d'escòria vermella barrejats amb ossos cremats.[2]
- Hare Penga: cases utilitzades per persones d'alt càrrec.[2]